# Caribbean Spaceport

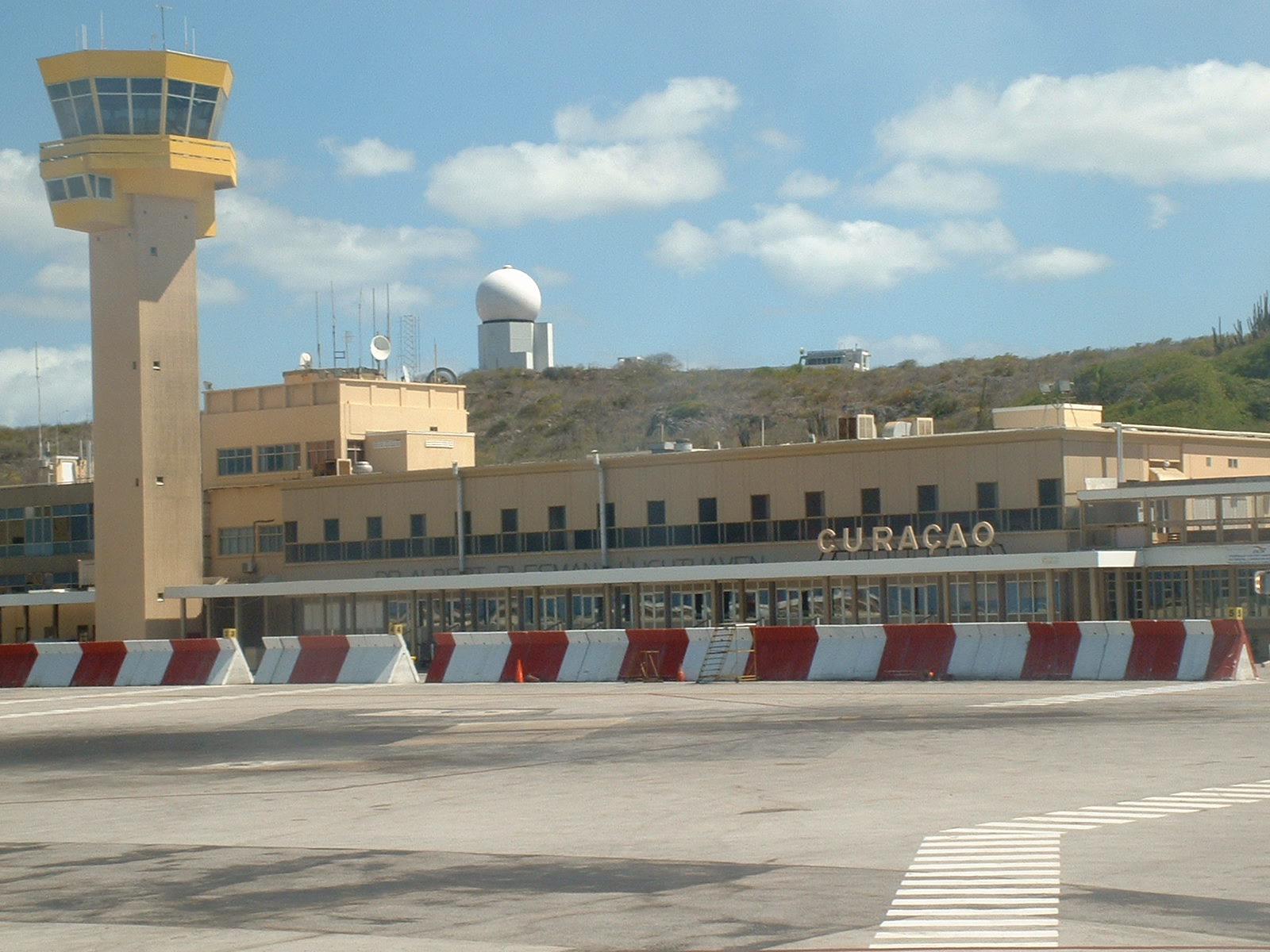
Curaçao International Airport (Hato)

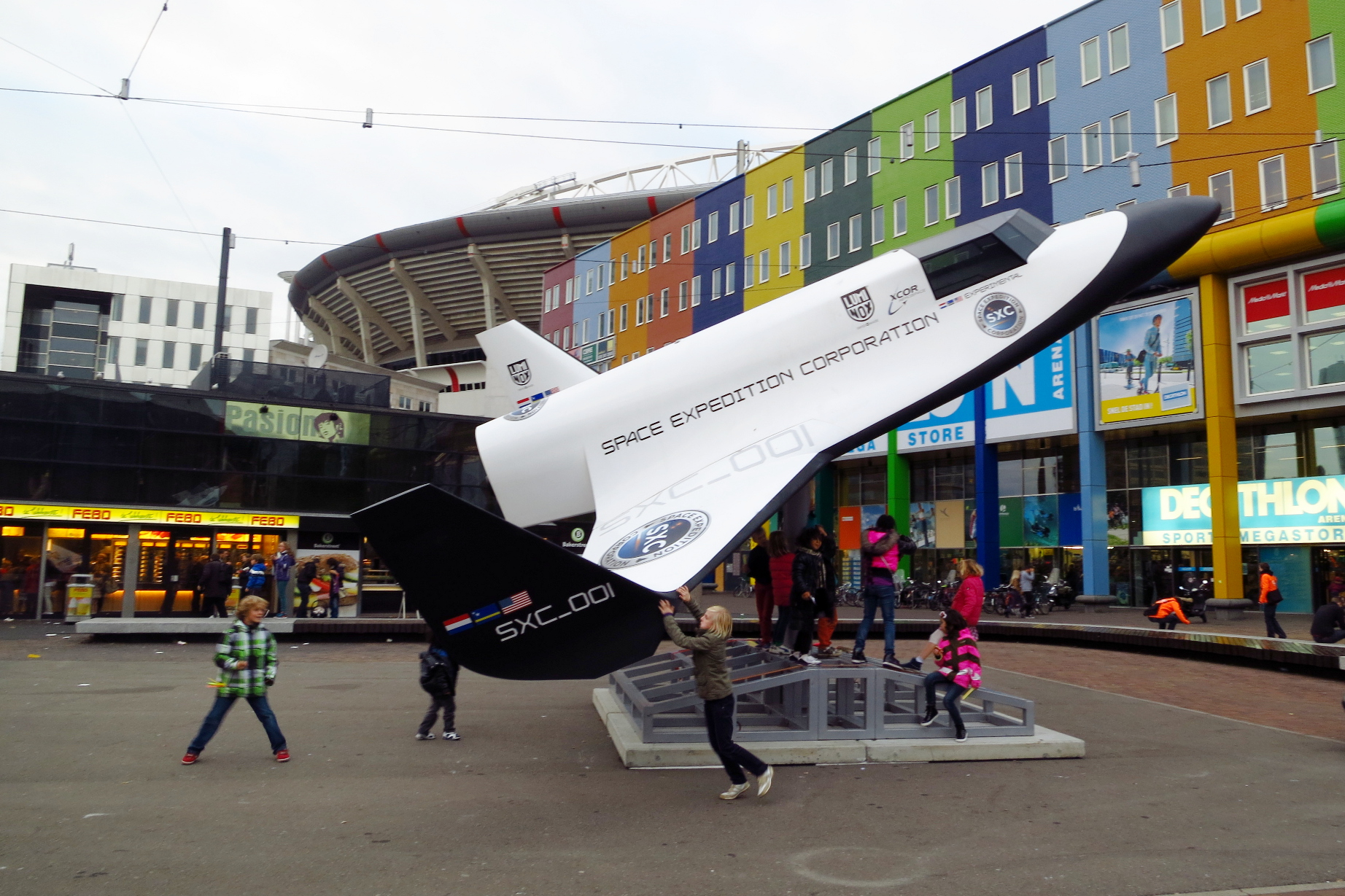
Model van de Lynx op ware grootte, tentoongesteld in Amsterdam in 2012

Caribbean Spaceport, ook wel Spaceport Curaçao of Space Port Curaçao genoemd, was een geplande ruimtehaven op Curaçao International Airport (Hato). Vanaf deze ruimtehaven wilde het bedrijf XCOR Aerospace ruimtetoerismevluchten uitvoeren met het kleine ruimtevliegtuig Lynx.

## Geschiedenis
De plannen voor de ruimtehaven werden in 2010 aangekondigd. Het Amerikaanse bedrijf XCOR Aerospace, dat de Lynx ontwikkelt, sloot een overeenkomst ter waarde van 25 miljoen Amerikaanse dollar met een groep Nederlandse investeerders en de Curaçaose overheid. Curaçao is volgens Jeff Greason een geschikte locatie voor een ruimtehaven omdat het weinig bevolkt is en er veel ruimte is. Ook is er al omvangrijke toeristische activiteit op het eiland. Daarnaast waren de ligging nabij de evenaar en de atmosferische eigenschappen in dat deel van het Caraïbisch gebied belangrijke factoren.
In een overeenkomst met de toenmalige regering-Schotte in 2011 werd mede bepaald dat de ruimtehaven een belangrijke rol zou gaan spelen in de economische ontwikkeling van Curaçao tot een technologisch centrum van Midden- en Zuid-Amerika. Ook werden afspraken gemaakt over de educatieve rol van de ruimtehaven, in samenwerking met de Universiteit van Curaçao en andere partners.
Om toestemming te krijgen voor ruimtevluchten is speciale wetgeving nodig. Het wetsvoorstel hiervoor wordt ontworpen door een team onder leiding van de Nederlandse jurist Tim Timmers, in samenwerking met Curaçaose regeringsfunctionarissen. Ook Frans van der Dunk, expert op het gebied van ruimtevaartwetgeving, maakt deel uit van de groep. Naar verwachting zou het pakket aan wetten en regels eind 2013 worden aangenomen door de Staten van Curaçao. Daarnaast moet de Amerikaanse overheid nog een exportvergunning verlenen voor de Lynx.
In april 2013 berichtte de Nederlandse krant De Telegraaf dat de plannen voor de ruimtehaven op losse schroeven staan. Volgens De Telegraaf worden er "politieke, financiële en juridische barrières opgeworpen over veiligheid, milieu, overlast en kosten." De Curaçaose regering plaatst serieuze vraagtekens over eventuele schade aan het milieu, de geluidsoverlast, de veiligheid en de financiële kosten. Michiel Mol deed de kritiek op de ruimtehavenplannen af als "onzin". Volgens Mol is de Lynx milieuvriendelijker dan een toestel van Boeing en maakt net zoveel geluid als een opstijgend vliegtuig. Het bedrijf stelde in een reactie dat als het draagvlak voor een ruimtehaven op Hato wegvalt, het bedrijf serieus zal overwegen de ruimtehaven te verplaatsen naar een andere locatie in het Caraïbisch gebied, of naar een locatie elders in de wereld, zoals Mojave Air and Space Port in de Verenigde Staten of Spaceport Sweden in Zweden.
Tijdens een ontmoeting met de Curaçaose regering-Asjes in augustus 2013 zei Ben Droste dat de eerste testvluchten eind 2014, begin 2015 kunnen worden uitgevoerd als de Curaçaose overheid de wetgeving goedkeurt en de Amerikaanse overheid een exportlicentie afgeeft.
De ontwikkeling van de Lynx was echter in 2016 stilgelegd en XCOR richtte zich niet langer op ruimtetoerisme. In november 2017 ging XCOR failliet.